# Dedoplistskaro (gemeente)
Dedoplistskaro (Georgisch: დედოფლისწყაროს მუნიციპალიტეტი, Dedoplistsqaros moenitsipaliteti) is een gemeente in het uiterste zuidoosten van Georgië met 20.125 inwoners (2024) en een oppervlakte van 2532 km², gelegen in de regio Kacheti. De gelijknamige stad is het bestuurlijk centrum van de gemeente. Dedoplistskaro is gesitueerd aan het zuidoostelijke uiteinde van het Gomborigebergte in het Iori-hoogland. Het nationaal park Vasjlovani beslaat ongeveer 10% van de gemeente en heeft een unieke combinatie van (semi-)woestijn, steppe-vegetatie, loofbossen en canyons die typisch zijn voor het gebied.

## Geschiedenis
Archeologische opgravingen met vondsten uit verschillende tijdperken, waaronder de steentijd, tonen aan dat het gemeentelijk gebied heel lang bewoond is door mensen. De belangrijkste vondsten zijn gedaan rond de plaats Chornaboedzji, de oude burcht Chornaboedzji en overblijfselen van de stad Choratani. Het territorium was deel van de historische Georgische regio Kambetsjovani en viel in de vroege middeleeuwen onder Hereti dat in de 10e eeuw opging in het verenigde Koninkrijk Georgië. Na het uiteenvallen van het Koninkrijk Georgië in de 15e eeuw behoorde het gebied van Dedoplistskaro tot het Koninkrijk Kachetië en voor korte tijd het fusiekoninkrijk Kartli-Kachetië, tot het Russische Rijk in 1801 tot annexatie van Kartli-Kachetië overging.

### Russische Rijk
Na de Russische annexatie werden de contouren geschapen van de moderne bestuurlijke indeling. Het gebied van de hedendaagse gemeente Dedoplistskaro werd onderdeel van het oejezd Signagi (Сигна́хский уезд, Signáchskiy oejezd) dat in 1801 opgericht werd als een van de vijf provincies van het nieuwe Gouvernement Georgië. Nadat het oejezd in 1840 kort opgeheven werd binnen het Gouvernement Georgië-Imeretië, werd het in 1846 weer heropgericht als een van de negen provincies in Gouvernement Tiflis, met de stad Signagi als bestuurscentrum.

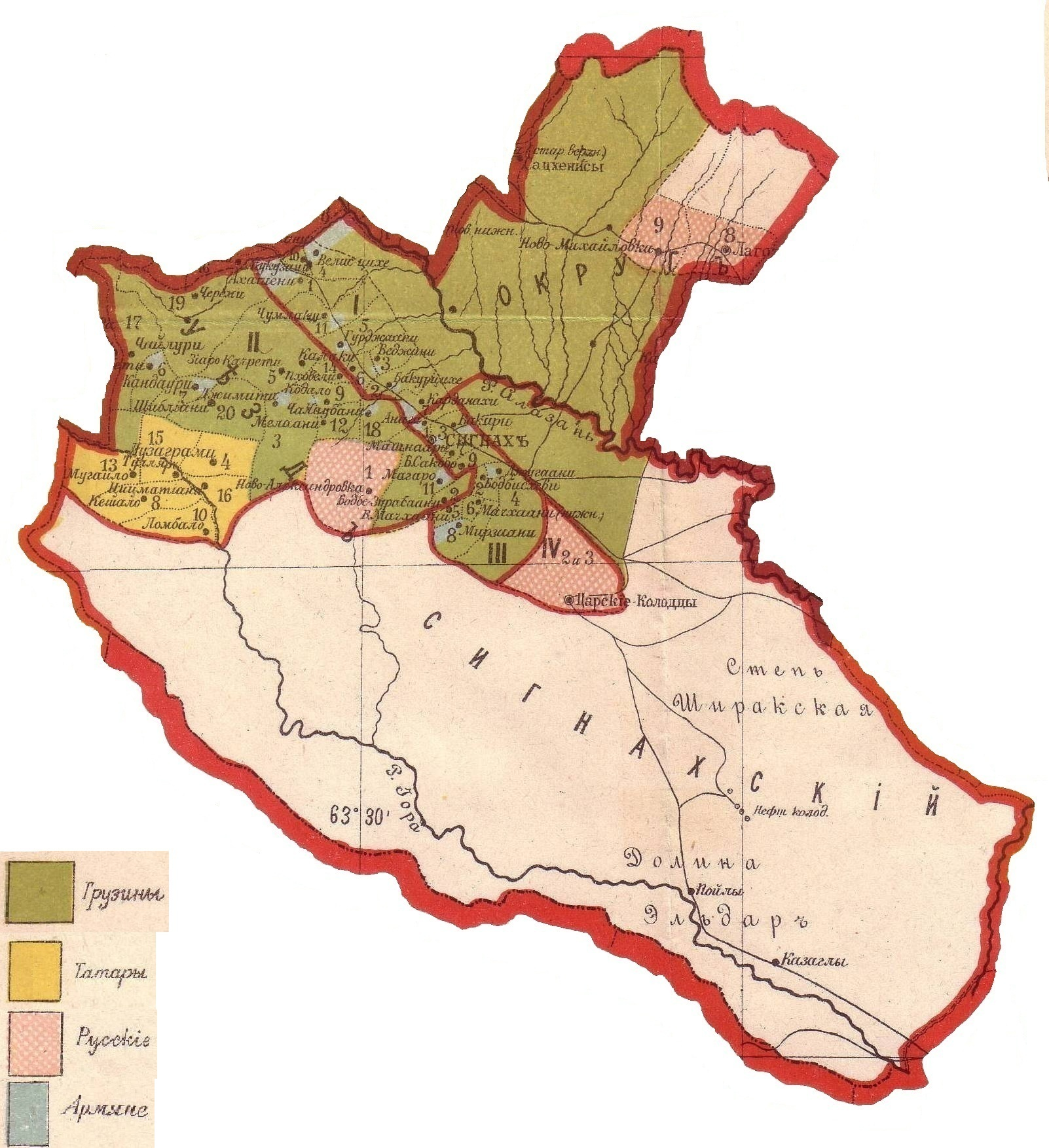
Oejezd Signagi

Het oejezd Signagi omvatte naast Dedoplistskaro het gebied van de moderne gemeentes Signagi, Lagodechi, de helft van Sagaredzjo en het grootste deel van Goerdzjaani. Binnen Signagi viel het gebied van Dedoplistskaro onder de bestuurlijke sectie (oetsjastok) Sjirakski (Russisch: Ширакскій участокъ), genoemd naar de Sjirakivlakte in het gebied.
Tijdens de Kaukasusoorlog in de 19e eeuw was het gebied onderdeel van een Russische verdedigingslinie tegen Dagestaanse invallen. De Russische soldaten bleven na het staken van de oorlog in het gebied wonen.

### Vazja-Psjavela
Tegen het einde van de 19e eeuw werd door het keizerlijk gezag overgegaan tot vestiging van Russen in het district Sjiraki. Dit veroorzaakte onrust onder de Georgische bergvolken uit de regio's Toesjeti, Psjavi, Chevsoeretië en Goedamakari, die in de Sjirakivlakte hun winterverblijf hadden voor hun schapen en er watermeloenen teelden. 
Zij begonnen zich vervolgens permanent te vestigen in Sjiraki, zonder toestemming van het keizerlijk gezag, wat ook tot conflict tussen deze volken onderling leidde. De bekende Georgische dichter en schrijver Vazja-Psjavela, die zelf uit de bergregio Psjavi kwam, speelde een belangrijke rol in het protest tegen de Russische vestiging en het legaliseren van de vestiging van de Georgische bergvolken. Zijn actie resulteerde in de stichting van dorpen aan de noordrand van de Sjirakivlakte langs de Alazani. Rond 1920 werden Armeniërs uit Azerbeidzjan verdreven en vestigde een aantal zich aan de Georgische kant van de Alazanirivier. Zo ontstond in de uiterste hoek van Georgië het dorpje Sabatlo, dat later Tsteli Sabatlo (Rood Sabatlo) werd genoemd.

### In de Sovjet-Unie
Met de vestiging van het communistische Sovjetregime kwamen kolchozen in het gebied. In 1931 waren dat er 45. In 1929 vonden bestuurlijke hervormingen van de Sovjet-Unie plaats en werd het oejezd Signagi afgeschaft. In 1930 werd het gebied van Dedoplistskaro ingedeeld bij het nieuwe en kleinere rajon (district) Signagi. In 1938 werd het district Tsiteli-Tskaro (წითელწყარო, Russisch: Цители-цкаро, vertaalt als Rode Bron) als zelfstandige bestuurseenheid afgesplitst van Signagi, met Tsiteli-Tskaro als bestuurlijk centrum.
Tijdens de de-sovjetisering van toponiemen in 1991 werd de naam van zowel het district als de stad gewijzigd in het huidige Dedoplistskaro, wat Koninginsbron betekent. Het was de oorspronkelijke Georgische naam voor de plaats, verwijzend naar koningin Tamar. De Russische overheersers hadden deze naam begin 19e eeuw veranderd in Tsarski Kolodtsi (Царские Колодцы, Koninklijke  Bron), waarna de Sovjets in de jaren 1920 de verwijzing naar aristocratie subtiel veranderden in een communistische. In 1995 werd het district onderdeel van de nieuw opgerichte regio (mchare) Kacheti en in 2006 werd het district omgevormd naar een gemeente (municipaliteit).

### Luchtmachtbasis
Middenin de Sjirakivlakte ligt de oude Sovjet luchtmachtbasis Didi Sjiraki. Het initiatief voor de aanleg van een basis op deze plek kwam van een Georgische Sovjetluchtmachtofficier die in 1950 gestationeerd was in Telavi. Hij ondervond op een moment technische problemen met zijn toestel en moest het op een veld in de buurt van de Alazani-rivier aan de grond zetten. Dat beviel hem zo goed, dat hij er alles aan deed de autoriteiten in Moskou te overtuigen in de Sjirakivallei een militair vliegveld te bouwen wat hem ook lukte. Vanaf de jaren 1970 was er een regiment bommenwerpers gestationeerd waarvan piloten en toestellen later naar Afghanistan gestuurd werden. Na de onafhankelijkheid van Georgië en de val van de Sovjet-Unie werd in juni 1992 de basis opgedoekt. De Georgische krijgsmacht maakte er in de beginjaren incidenteel gebruik van, maar de basis is intussen vrijwel geheel gestript.
Tijdens de opmaat naar de Irakoorlog in 2003 deed Georgië de voormalige basis in de aanbieding als steunpunt voor Amerikaanse troepenopbouw. Experts beoordeelden dat de landingsbaan van Sjiraki het meest geschikt was voor zware transporten ten opzichte van de bases bij Marneoeli en Tbilisi. In najaar 2003 begon de OVSE met een programma ter vernietiging van 500 gevaarlijke bommen die nog op de basis lagen opgeslagen. Tijdens de Russisch-Georgische Oorlog in 2008 werd de verlaten basis op 11 augustus door Russische toestellen gebombardeerd.

## Geografie

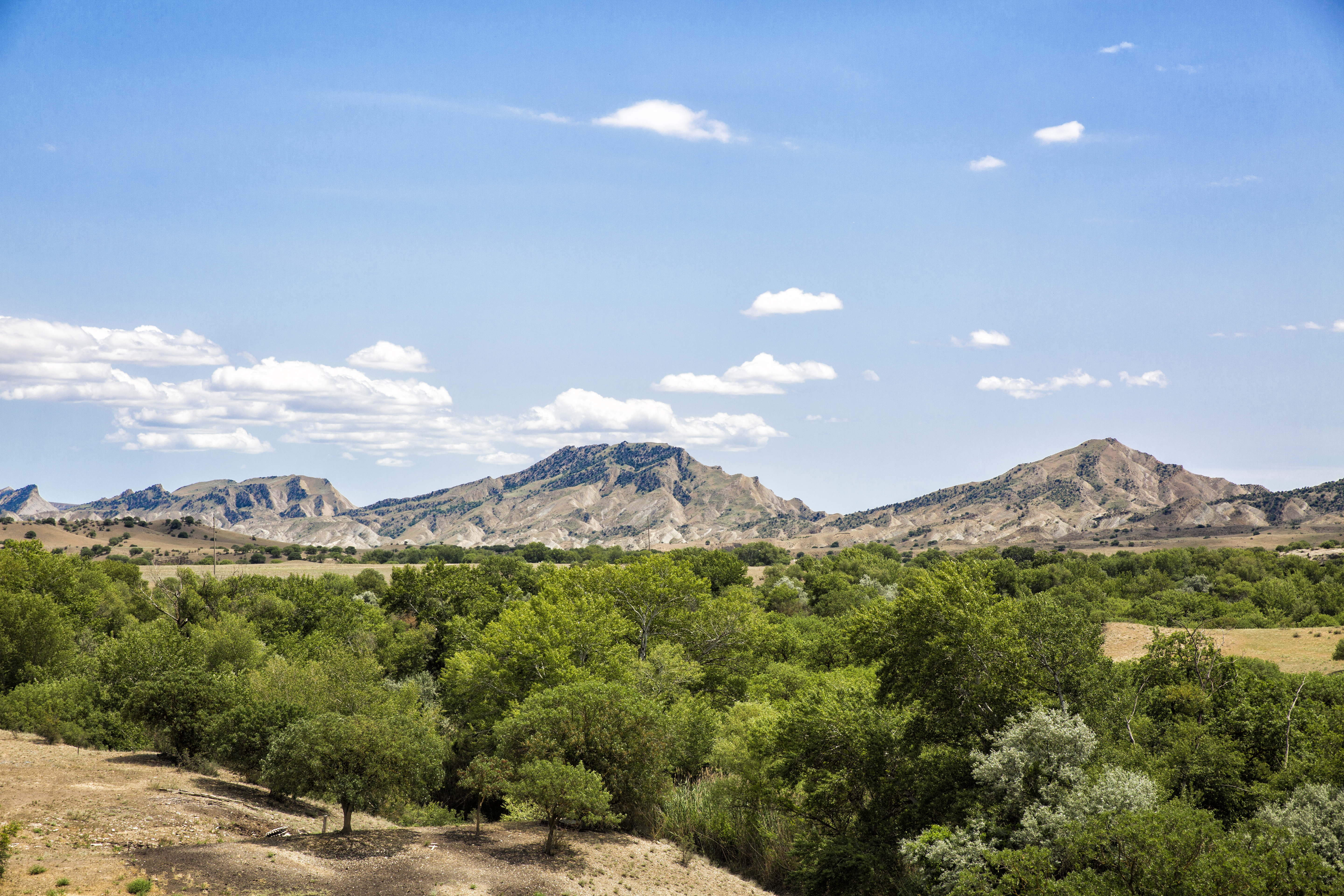
Tsjatsjoena natuurreservaat

De gemeente Dedoplistskaro grenst in het westen en noordwesten aan de gemeente Signagi en in het noordoosten, oosten en zuiden aan Azerbeidzjan waarmee het bij het dorp Samtatskaro een weinig gebruikte grensovergang heeft. De gemeente ligt in het uiterste zuiden van de regio Kacheti, en is letterlijk het einde van Georgië, gelegen aan het uiteinde van het Gomborigebergte, met de rivieren Iori en Alazani als natuurlijke begrenzing in het noorden en zuiden. De Alazani is in het noorden en oosten de landsgrens met Azerbeidzjan.
Het Gomborigebergte heeft het zuidoostelijke eindpunt in de gemeente, vlak bij de stad Dedoplistskaro, waar de Nikorastsiche net buiten Dedoplistskaro de hoogste berg is in de gemeente (1001 m). De kam van het Gomborigebergte is de grens met de gemeente Signagi. De Ioririvier stroomt in het zuidelijk grensgebied met Azerbeidzjan van noordwest tot zuidoost door de gemeente, en is voor een kort segment de landsgrens. De Iorivallei is deel van het Tsjatsjoena natuurreservaat.

### Sjirakivlakte
In het noordoostelijke deel van de gemeente ligt aan de Alazani de steppe-achtige en komvormige Sjirakivlakte, een plateau met een hoogte van ongeveer 550-600 meter boven zeeniveau en maximaal 740 meter langs de Alazani die hier ruim 500 meter lager ligt. Aan deze noordrand ligt het tweede cluster nederzettingen, met drie op het plateau en drie beneden aan de Alazani, waar de kleine grensovergang naar Azerbeidzjan is. In deze dorpen wonen ongeveer 6000 mensen, waarvan bijna een derde in het grootste dorp Zemo Kedi. Het plateau wordt aan de zuidwestelijke kant omsloten door de heuvelruggen Nazarlebi en Kaladabra met een maximale hoogte van 876 meter. De Sjirakivlakte watert in het zuidoosten af richting het Azerbeidzjaanse Mingəçevir-reservoir door het nationaal park Vasjlovani en het Eldari Laagland, waar het laagste punt van oost-Georgië bereikt wordt (100 m).

## Toesjeti schaapsherders

Toesjeti schaapsherders en hun kudde in Sjiraki

In de zuidoosthoek van de Sjirakivlakte ligt de nederzetting Kasristskali (Eldari tot 1966). Dit dorp met 214 inwoners (2014) hoort bestuurlijk bij de gemeente Achmeta dat hemelsbreed meer dan 120 kilometer naar het noordwesten ligt. Het dorp is het winterverblijf van schaapsherders uit de Achmetaanse regio Toesjeti. Zij maken elk jaar in het najaar de trek met hun vele honderden schapen vanuit het diep in de Grote Kaukasus gelegen Toesjeti, dat in de wintermaanden geheel geïsoleerd is, over de Abanopas naar het laagland van Kacheti.
Eerst trekken ze 100 kilometer naar (Zemo/Kvemo) Alvani bij de stad Achmeta, waar de meeste Toesjeten tegenwoordig wonen, om bij te komen van de driedaagse zware trek door en over de bergen. Vandaar trekken ze zeven dagen naar de ruim 140 kilometer in het zuidoosten gelegen Sjirakivlakte waar ze gedurende de winter en het voorjaar in het dorp Kasristskali wonen. In mei maken de schaapsherders met hun schapen de trek terug naar Toesjeti. Dit is een traditie die teruggaat naar de 16e en 17e eeuw toen de hooglanders winterwoningen en landbouwgrond in Alvani en de Sjirakivallei kregen van koning Levan van Kachetië.

## Demografie
Begin 2024 telde de gemeente Dedoplistskaro 20.125 inwoners, een daling van 5% ten opzichte van de volkstelling in 2014.
| Gemeente Dedoplistskaro                                                 | -     | 30.796 | 36.316 | 37.330 | 35.405 | 37.299 | 30.811 | 21.221 | 20.759 | 20.125 |  |  |  |  |
|                                                                         |       |        |        |        |        |        |        |        |        |        |  |  |  |  |
| Dedoplistskaro (stad)                                                   | 4.126 | 5.569  | 8.492  | 9.026  | 9.460  | 10.249 | 7.724  | 5.940  | 5.737  | 5.490  |  |  |  |  |
| Verantwoording data: Bevolkingsstatistiek Georgië 1897 tot heden. Noot: |       |        |        |        |        |        |        |        |        |        |  |  |  |  |

### Etniciteit en religie

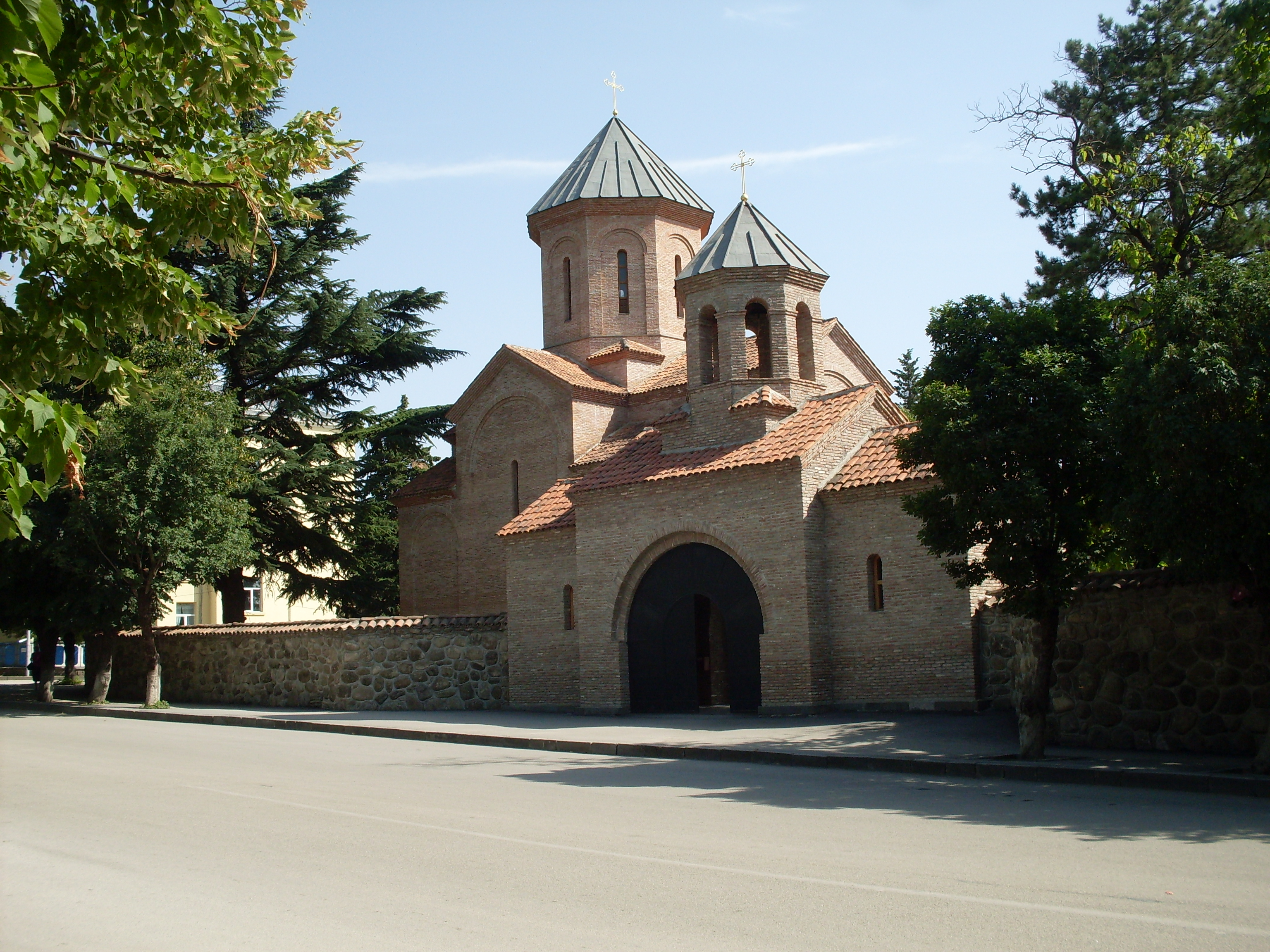
Een nieuwe kerk in Dedoplistskaro (2005)

De bevolking van Dedoplistskaro bestond in 2014 voor 91,5% uit Georgiërs. Er wonen ruim 900 Armeniërs (4,3%), bijna 400 Russen (1,8%) en minder dan 300 Azerbeidzjanen (1,4%). Verder wonen tientallen Pontische Grieken en Osseten verspreid over de gemeente. Een opvallende minderheid zijn de ruim 50 Bosja die vrijwel allemaal in het dorp Tsjoeti wonen, waar ze ruim 40% van de bevolking zijn. De Armeniërs wonen gelijkelijk verspreid over drie plaatsen, te weten Dedoplistskaro, Chornaboedzji de tweede grote plaats dat tegen Dedoplistskaro aan ligt en het dorpje Sabatlo in het uiterste oosten van de gemeente waar zij ruim in de meerderheid zijn.
De religieuze samenstelling volgt in grote lijnen de etnische. Verreweg de meeste inwoners zijn Georgisch-Orthodox (93,6%), 3,6% is moslim, er zijn ruim 100 jehova's en enkele tientallen volgers van de Armeens-Apostolische Kerk.

## Administratieve onderverdeling

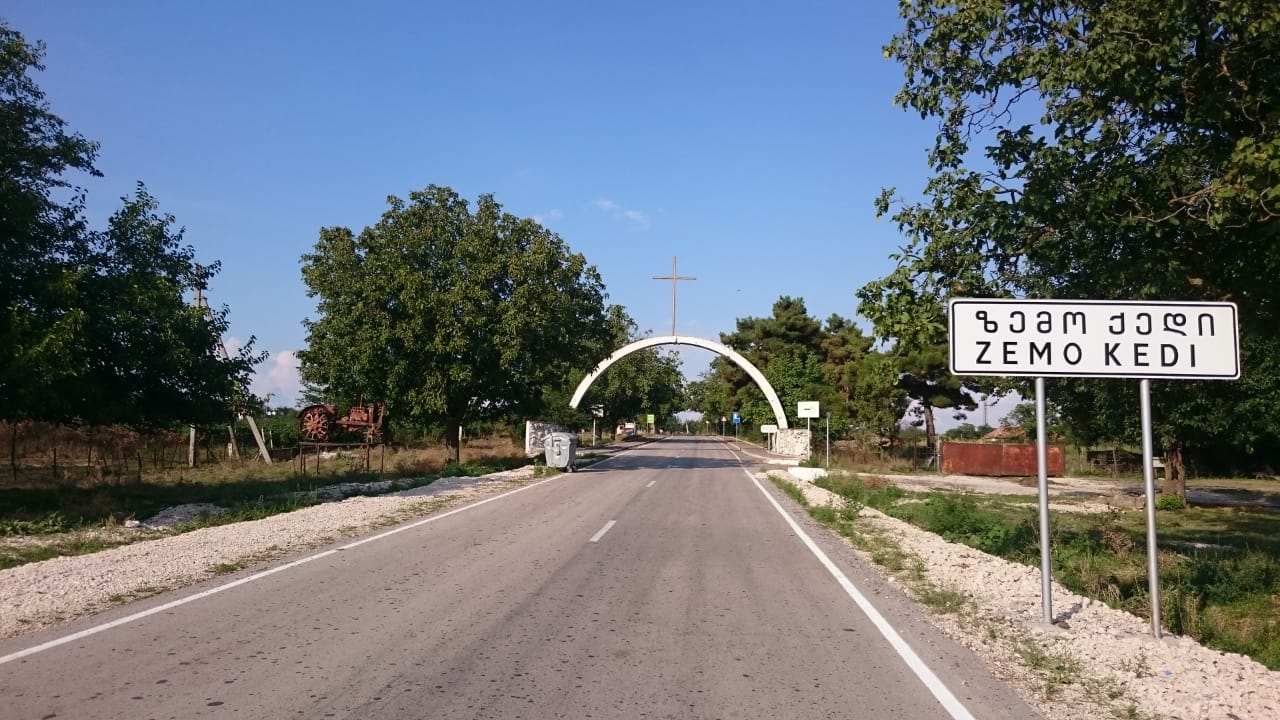
Dorps- en wegbeeld

De gemeente Dedoplistskaro is administratief onderverdeeld in 13 gemeenschappen (თემი, temi) met in totaal 15 dorpen (სოფელი, sopeli) en één stad (ქალაქი, kalaki), het bestuurlijk centrum Dedoplistskaro.
Dedoplistskaro heeft van alle Georgische gemeenten de minste nederzettingen, terwijl het qua oppervlakte een van de grootste is. Er zijn twee clusters van nederzettingen in de gemeente: in het noordwesten rond het Gomborigebergte, waar ook de stad Dedoplistskaro ligt en een cluster in het noordoosten aan de Alazani rivier en de grens met Azerbeidzjan.

## Bestuur
De gemeenteraad van Dedoplistskaro (Georgisch: საკრებულო, sakreboelo) wordt elke vier jaar gekozen in een gemengd kiesstelsel. Een deel wordt via enkelvoudige kiesdistricten gekozen en een deel via evenredige vertegenwoordiging van gesloten partijlijsten, waarvoor een kiesdrempel geldt van drie procent.
| Partij | Partij                             | 2014 | 2017 | 2021 |
| ------ | ---------------------------------- | ---- | ---- | ---- |
|        | Georgische Droom (GD)              | 25   | 21   | 24   |
|        | Verenigde Nationale Beweging (UNM) | 2    | 3    | 5    |
|        | Overige partijen                   |      | 4    | 1    |
| Totaal | Totaal                             | 27   | 28   | 30   |

## Bezienswaardigheden

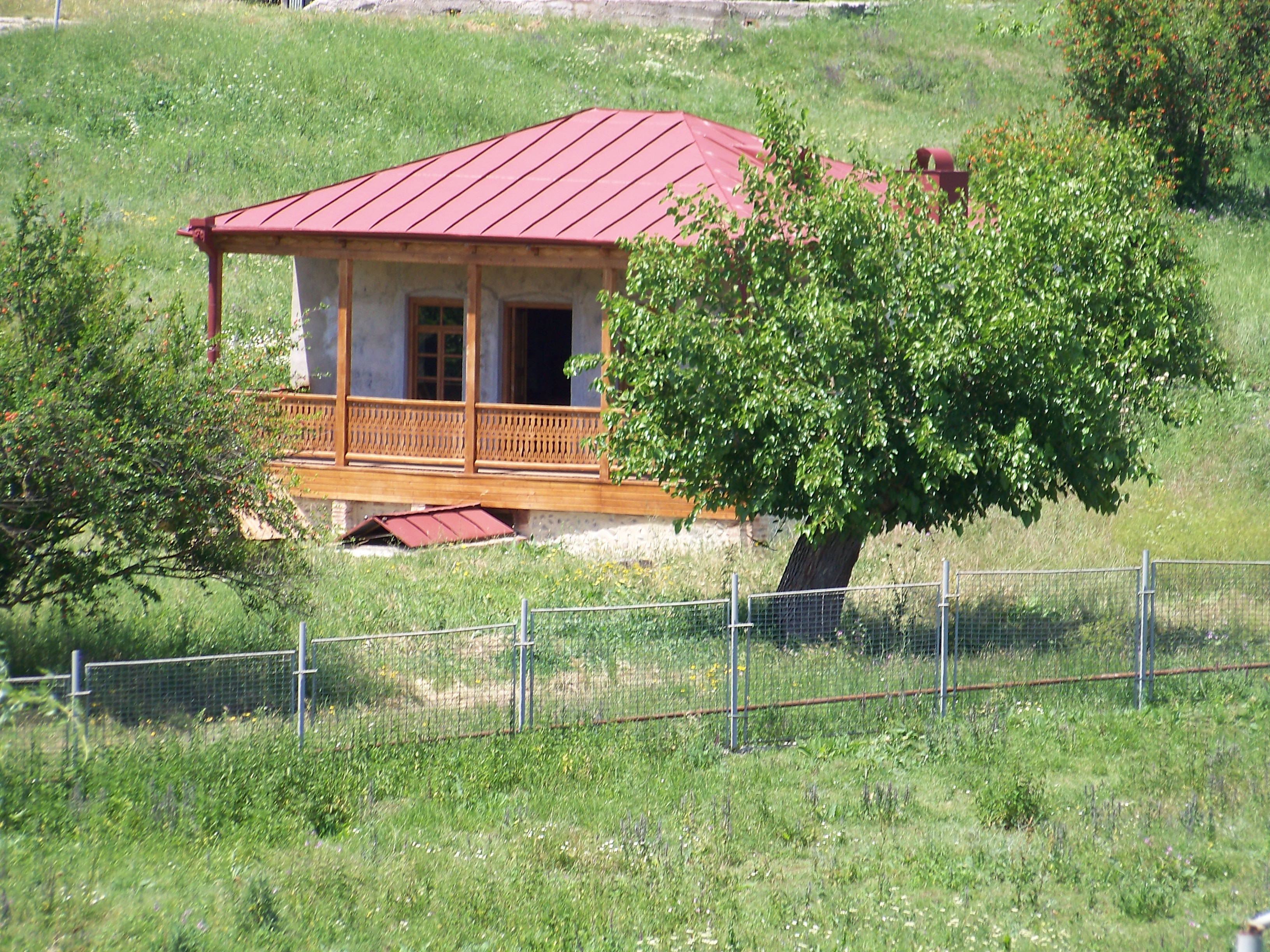
Huismuseum van kunstenaar Pirosmani

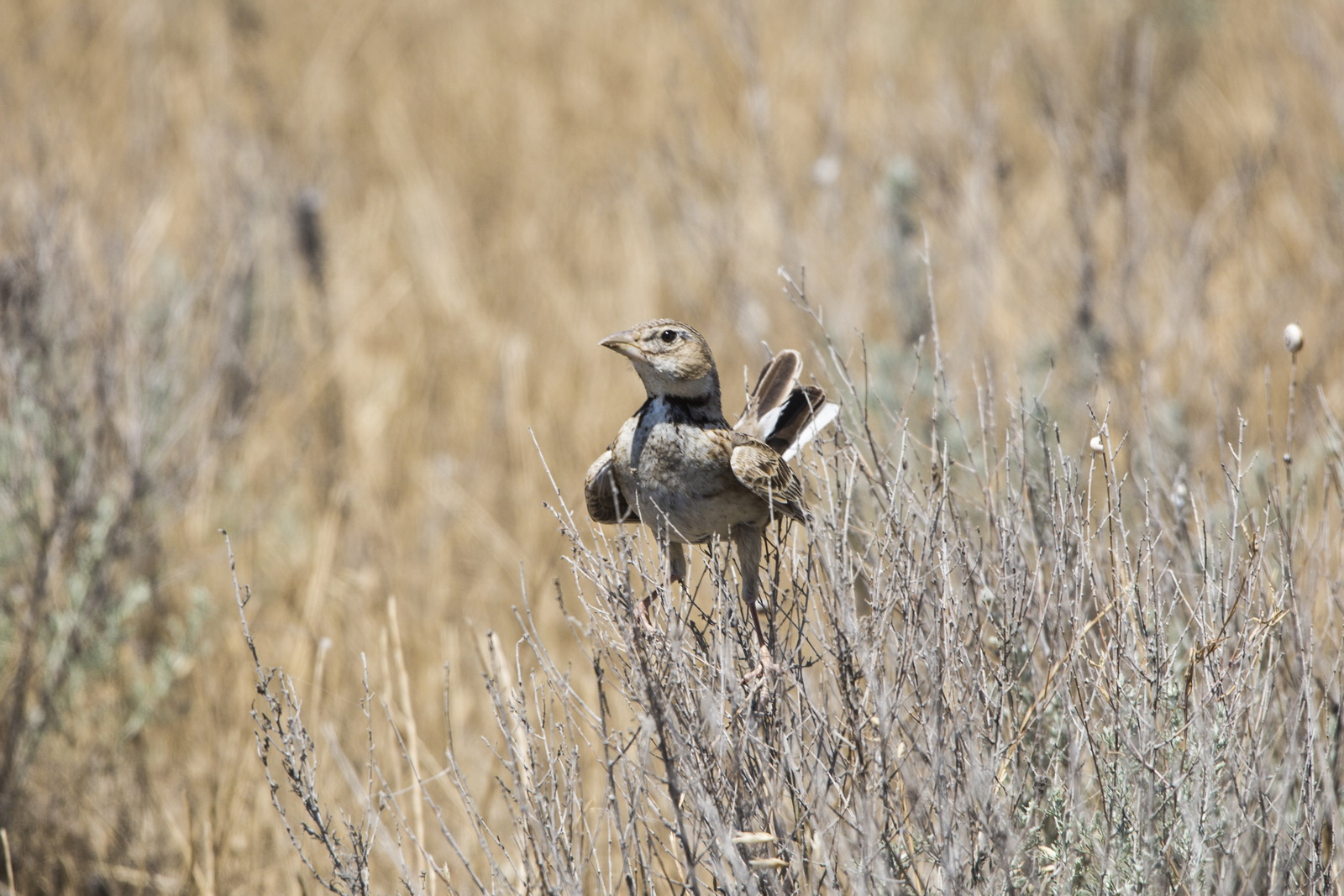
Rijke vogelfauna in de natuurreservaten

De gemeente Dedoplistskaro kent een voor Georgië uniek landschap en er zijn een aantal historische bezienswaardigheden in het Gomborigebergte in het noordwesten van de gemeente.
- Chornaboedzjikasteel, een burcht bij Chornaboedzji en de stad Dedoplistskaro in het Gomborigebergte waarvan de oudste beschrijvingen teruggaan tot de 5e eeuw.[31][32]
- Natuurmonument Artsivikloof. Een kalksteen-kloof in het Gomborigebergte, drie kilometer ten noorden van Chornaboedzji en Dedoplistskaro waar arenden en gieren gezien kunnen worden.[33]
- Huismuseum van de beroemde Georgische kunstschilder Niko Pirosmani in Mirzaani.[34]
- Nationaal park Vasjlovani. In 1935 opgericht natuurreservaat in het zuidoosten van de gemeente, met een oppervlakte van 251 km². Het kent een unieke combinatie van (semi-)woestijn, steppe-vegetatie, loofbossen en canyons. Het nationaal park is onderdeel van het Vasjlovani Beschermd Gebied dat een totale oppervlakte heeft van 353 km² met de natuumonumenten Artsivikloof, Tachti-Tepa moddervulkanen en de Kaklisjoere Alazani uiterwaarden.[35]
- Tsjatsjoena natuurreservaat in de vallei van de Iori in het zuiden van de gemeente. Diversiteit aan flora en fauna in een semi-aride landschap met mogelijkheden voor vogelobservatie.[15]

## Vervoer
Dedoplistskaro is letterlijk het einde van Georgië, en kent derhalve in het noorden van de gemeente slechts enkele ontsluitingswegen met de rest van het land. De nationale route Sh39 vanaf de internationale route S5 Kacheti Highway in Tsnori (gemeente Signagi) en de Sh41 zijn de belangrijkste toegangswegen tot de gemeente. De Sh171 voert vanaf Tsnori langs de Alazani en de Azerbeidzjaanse grens naar de grensovergang bij Samtatskaro en gaat verder naar het verafgelegen dorpje (Tsiteli) Sabatlo waar een Armeense gemeenschap woont. De gemeente wordt aan drie zijden omgeven door Azerbeidzjan, maar de enige grensovergang bij Samtatskaro is met ruim 300 inreizende passanten (2019) de op een na minst gebruikte grensovergang van Georgië. Het zuiden van de gemeente is moeilijk bereikbaar met slechts onverharde wegen.
In de jaren 1950 werd Dedoplistskaro met het spoor verbonden door een nieuwe 89 kilometer lange aftakking van de Kacheti Spoorlijn vanaf het dorp Katsjreti in de gemeente Sagaredzjo. De passagiersdienst werd net als de oorspronkelijke lijn naar Telavi in de jaren 1990 opgeschort. Sindsdien wordt er nog wel een wekelijkse goederendienst onderhouden. Regelmatig wordt geopperd de passagiersverbinding weer tot leven te wekken.

## Geboren
- Niko Pirosmani (1862-1918), beroemd Georgisch kunstschilder en vertegenwoordiger van de naïeve kunst. Geboren in het dorpje Mirzaani in de gemeente.